# Plinia recurvata
Plinia recurvata är en myrtenväxtart som beskrevs av Ignatz Urban. Plinia recurvata ingår i släktet Plinia och familjen myrtenväxter. Inga underarter finns listade i Catalogue of Life.